# Ante Samodol
Ante Samodol (Drniš, 25. listopada 1965.) hrvatski je ekonomist specijaliziran za financije, poduzetnik i visokoškolski nastavnik.

## Životopis

### Obrazovanje
Diplomirao je i doktorirao ekonomiju na Ekonomskom fakultetu u Zagrebu.

### Karijera
Od 2006. do 2011. bio je predsjednik Uprave Hrvatske agencije za nadzor financijskih usluga (HANFA) dok je na vlasti bila Hrvatska demokratska zajednica (premijeri: Ivo Sanader pa Jadranka Kosor).  Samodolu je 31. prosinca 2011. godine istekao mandat, a nova Vlada, koju je predvodio Zoran Milanović nije mu ga produžila, nego je za njezina predsjednika uprave imenovan Pjer Matek.
Pošto je protekla godina dana u kojoj bi bio u sukobu interesa da se sam bavio poduzetništvom, Samodol i Željko Kopčić osnovali su Centar za poslovne analize, s klijentima pretežno iz inozemstva.
Od 2013. do 2014. Samodol je paralelno bio član Uprave Zagrebačkog holdinga.
U prosincu 2014. imenovan je za člana Uprave EPH.
Ante Samodol predaje kolegije Poslovanje vrijednosnim papirima i Upravljanje poslovnim rizicima na Visokoj poslovnoj školi Libertas.

### Zanimljivosti
- Ante Samodol je policiji prijavio da dobiva prijetnje i da mu prijeti „jedan ministar“.[1] U tom povodu T-portal je naveo da je ostao zapamćen Samodolov „konflikt s Borislavom Škegrom. Naime, Škegri, odnosno njegovoj firmi Quaestus Invest, Hanfa je na godinu dana oduzela odobrenje za rad.“[1]
- Navodi se da je Ante Samodol za sebe kazao da je „radoholičar koji radi i po četrnaest sati dnevno“.[4]